# Álvaro Martín de Frías
Álvaro Martín (Madrid, 15 de enero de 2001) es un futbolista español que juega como delantero en el F. C. Andorra de la Segunda División de España.

## Trayectoria
Natural de Madrid, Álvaro es un jugador formado en el Noblejas (2005-2009) y en el Getafe CF (2009-2012), antes de unirse a La Fábrica del Real Madrid en 2012 en categoría alevín. Iría quemando etapas desde el alevín "A" hasta el Juvenil "A", con el que formaría parte de la plantilla que ganó la UEFA Youth League en verano de 2020, a las órdenes de Raúl González Blanco. Su participación en la UEFA Youth League, sería de 5 partidos en los que anotó un gol.
Durante la temporada 2019-20 formaría parte del Juvenil "A" y para la temporada 2020-21 ascendería al Real Madrid Castilla C. F., club con el que tendría contrato hasta 2022 y del que a última hora, el filial madridista decide buscarle una salida como cedido en una experiencia en el extranjero.
El 1 de octubre de 2020, firma como jugador del HNK Šibenik, club recién ascendido a la Prva HNL, por una temporada cedido por el Real Madrid Castilla Club de Fútbol.
El 3 de octubre de 2020, hace su debut oficial en la Prva HNL, en una derrota frente al NK Osijek por cero goles a dos, en el que participaría en 22 minutos del encuentro.
En la temporada 2021-22 fue cedido al Dux Inter de Madrid, donde hizo su debut en Primera Federación.
El 1 de agosto de 2023, firma por tres temporadas con el F. C. Andorra de la Segunda División de España.

## Clubes
Actualizado al último partido disputado el 1 de junio de 2022. Resaltadas temporadas en calidad de cesión.
| Club                       | Año     | Partidos (goles) |
| -------------------------- | ------- | ---------------- |
| Real Madrid Castilla C. F. | 2020-23 | 0 (0)            |
| HNK Šibenik (cedido)       | 2020-21 | 25 (0)           |
| Inter de Madrid (cedido)   | 2021-22 | 36 (10)          |
| FC Andorra                 | 2023-   |                  |